# St. Sixtus (Haltern am See)

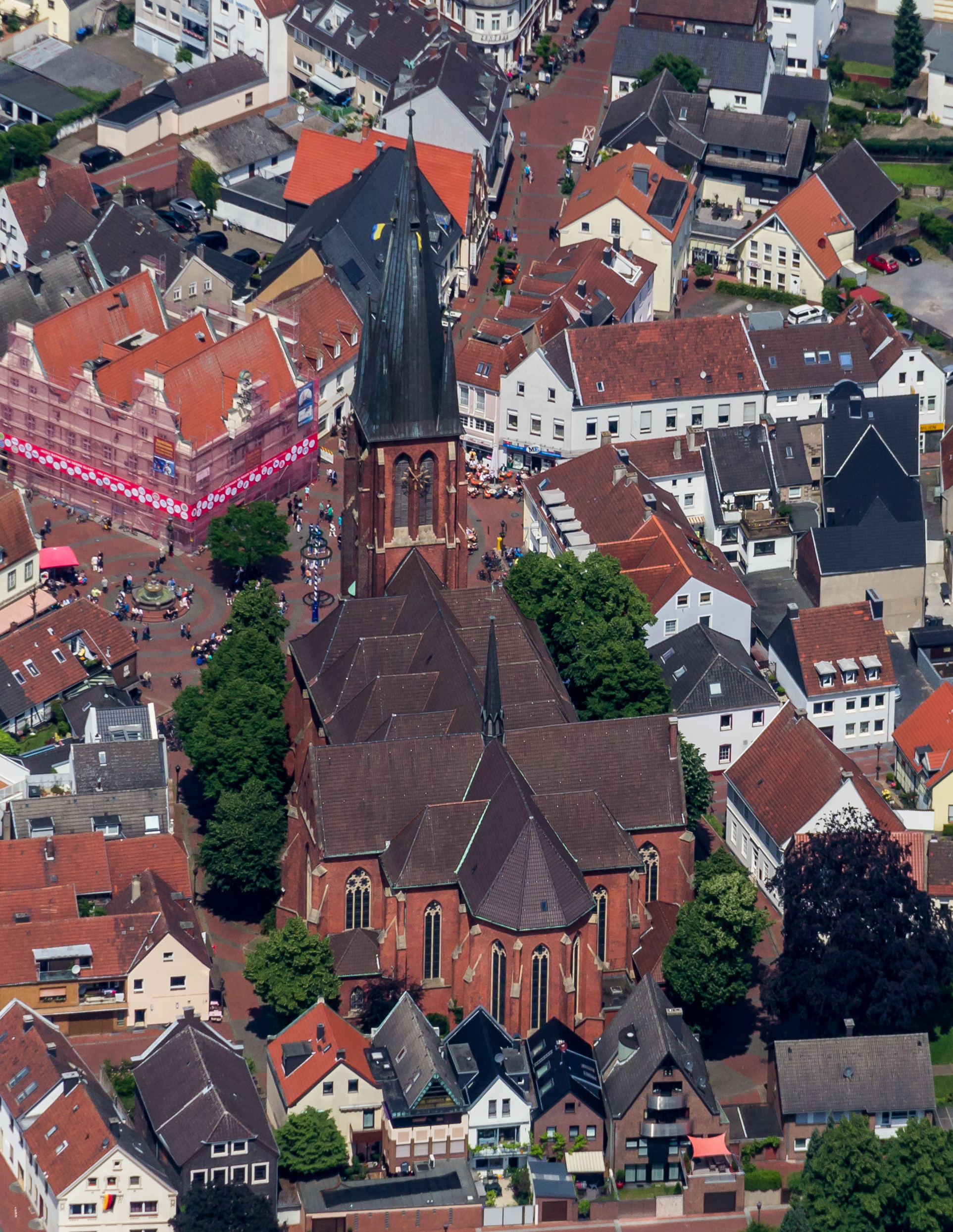
Luftbild (2014)

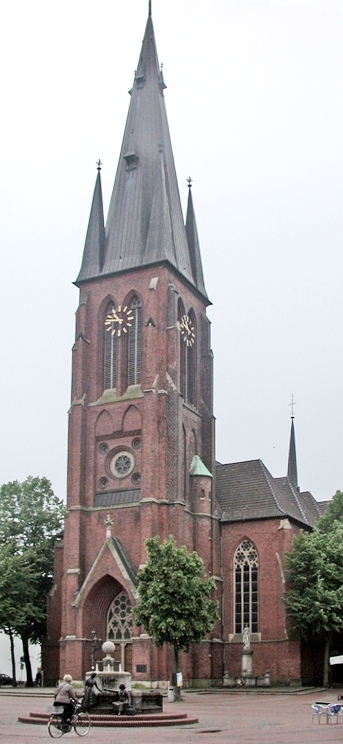
St. Sixtus

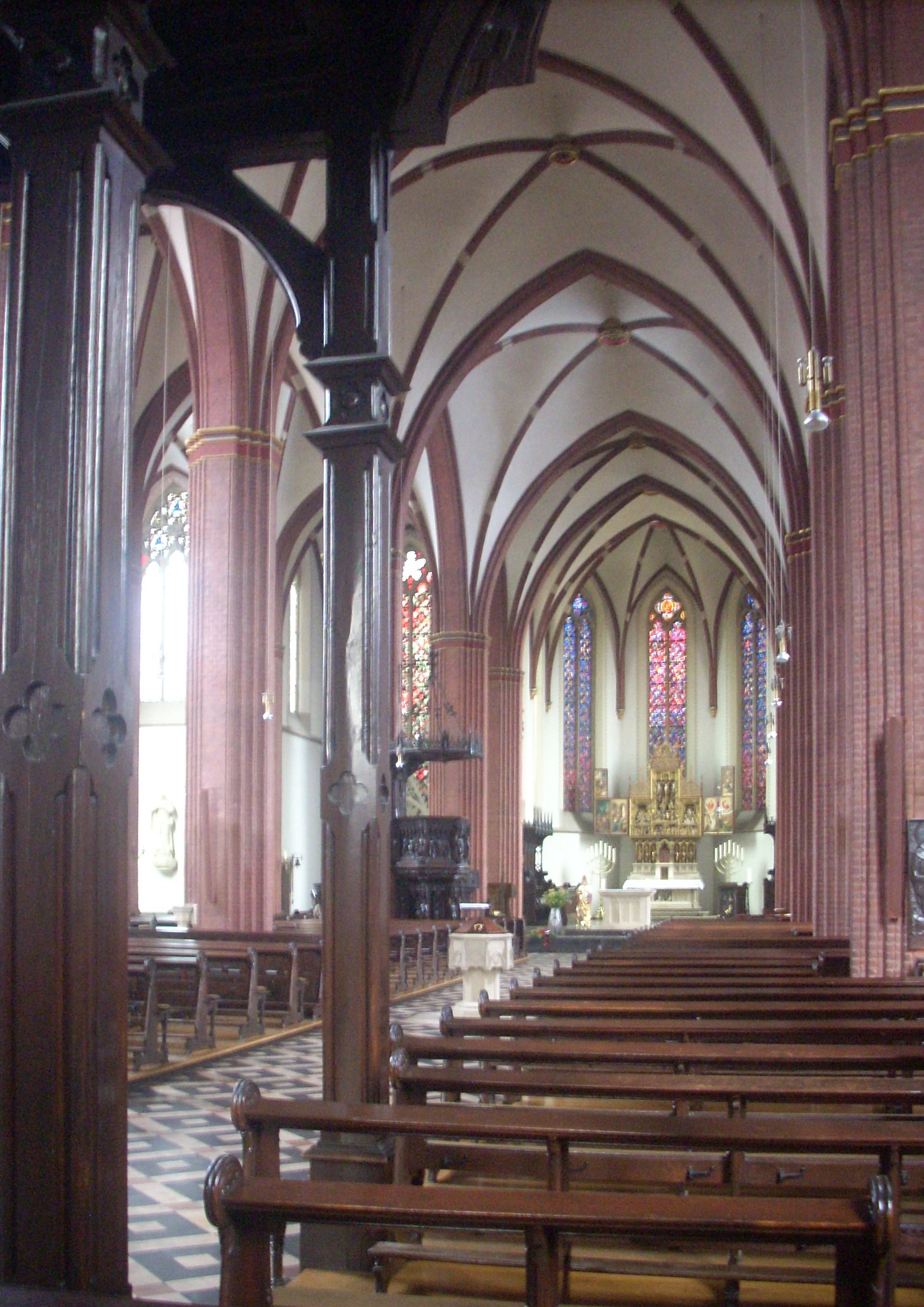
Inneres

Die Kirche St. Sixtus ist die katholische Stadtkirche von Haltern am See im südlichen Münsterland. Sie ist die Pfarrkirche der Pfarrei St. Sixtus Haltern am See im Kreisdekanat Recklinghausen des Bistums Münster.

## Geschichte
Die gut bezeugte Halterner Ludgerus-Tradition, das alte und im Bistum Münster einmalige St.-Sixtus-Patrozinium sowie archäologische Befunde erweisen Haltern als eine der Urpfarreien des 804 gegründeten Bistums Münster. Am Lippe-Übergang und am Kreuzungspunkt zweier Handelswege gelegen, dürfte schon die erste Kirche an dieser Stelle ein Steinbau gewesen sein.
Ein romanischer Nachfolgebau, wohl aus dem 11. Jahrhundert, wurde in der zweiten Hälfte des 14. Jahrhunderts bis auf den Turm durch eine gotische Hallenkirche ersetzt. Dort war Paulus Melchers von 1841 bis 1844 Kaplan in der damals bereits 3800 Katholiken zählenden Pfarrei. Die mittelalterliche Kirche war spätestens seit 1830 für die gewachsene Gemeinde und die Kreuz-Wallfahrer (siehe unten) zu klein geworden. Verschiedene Erweiterungspläne wurden schließlich zugunsten eines vollständigen Neubaus aufgegeben. 1875 wurde die alte Kirche abgebrochen.
Wegen des Grundstückszuschnitts wurde die neue, bedeutend längere Kirche nicht mehr geostet, sondern nach Süden ausgerichtet. Mit dem Entwurf wurde der Münsteraner Architekt August Hanemann beauftragt. Am 16. September 1885 wurde die neue Pfarrkirche geweiht.

## Architektur
St. Sixtus ist eine große neugotische Hallenkirche aus rotem Backstein. Die vier dreischiffigen Langhaus-Joche münden in ein Querhaus mit quadratischer Vierung. An ein weiteres, kürzeres Joch schließt sich in der Breite des Mittelschiffs der Chor mit 5/8-Apsis an. Die Langhausjoche sind durch eigene quergestellte Walmdächer betont. Den Abschluss auf der Portalseite bildet der 80 m hohe quadratische Turm mit großem Mittel- und vier kleinen Eckhelmen.
Im Inneren schaffen die hohen backsteinsichtigen Säulen mit ihren Diensten, die in die Kreuzrippengewölbe auslaufen, sowie der Kontrast zu den weiß gefassten Wandflächen einen weiten und klar gegliederten Raumeindruck.

## Ausstattung

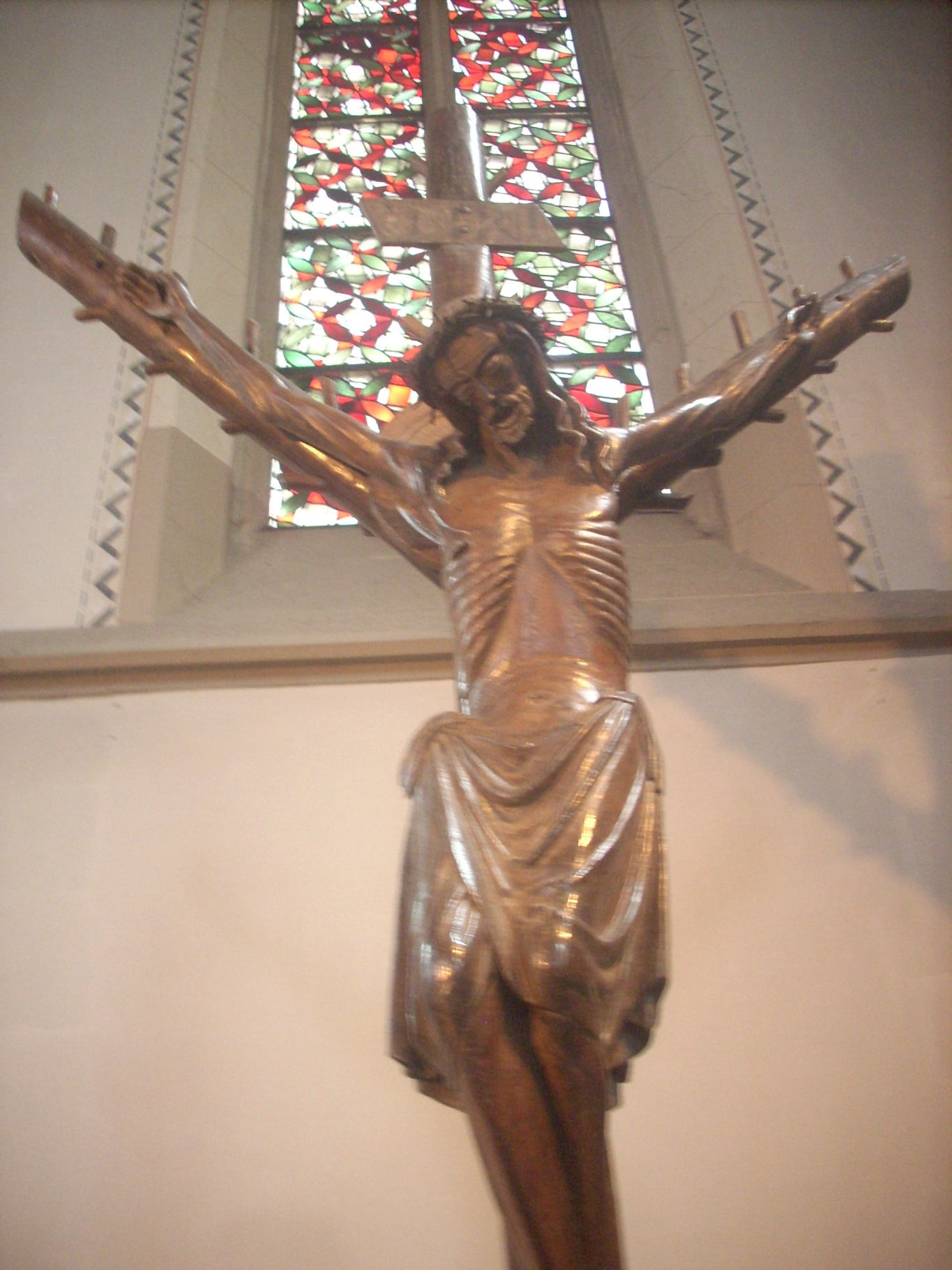
Das Halterner Kreuz

Bedeutendstes Ausstattungsstück von St. Sixtus ist das Halterner Kreuz, ein Gabelkreuz aus Eichenholz mit ausdrucksvoller Christusfigur, das um 1330/40 entstanden sein dürfte und seit der Mitte des 18. Jahrhunderts das Ziel von Wallfahrten ist. Die Legende erzählt, dass es einst in der Lippe, gegen den Strom schwimmend, aufgefunden wurde. Höhepunkt der Kreuz-Wallfahrt ist die Kreuztracht am Sonntag nach dem Fest Kreuzerhöhung.
Beachtenswert sind ferner das figurenreiche Antwerpener Retabel vom Anfang des 16. Jahrhunderts und das 1710 entstandene Epitaph des Erbkämmerers Wilhelm Goswin Anton von Galen, das Johann Wilhelm Gröninger zugeschrieben wird.
Mehrere lebensvolle Heiligenstatuen stammen aus der Erbauungszeit der Kirche. Qualitätvolle Schnitzarbeiten der Neugotik sind die Kanzel sowie der Orgelprospekt. Die Orgel selbst ist ein Werk der Firma Euler in Hofgeismar von 1971.
Die originalen Bildfenster wurden im Zweiten Weltkrieg zerstört. Um 1955 schuf Ludwig Baur neue ornamentale Fenster für den Altarraum. Die beiden Querhausarme erhielten 1989 Fenster von Hubert Spierling („Ausgießung des Heiligen Geistes“ und „Verherrlichung des Kreuzes“).

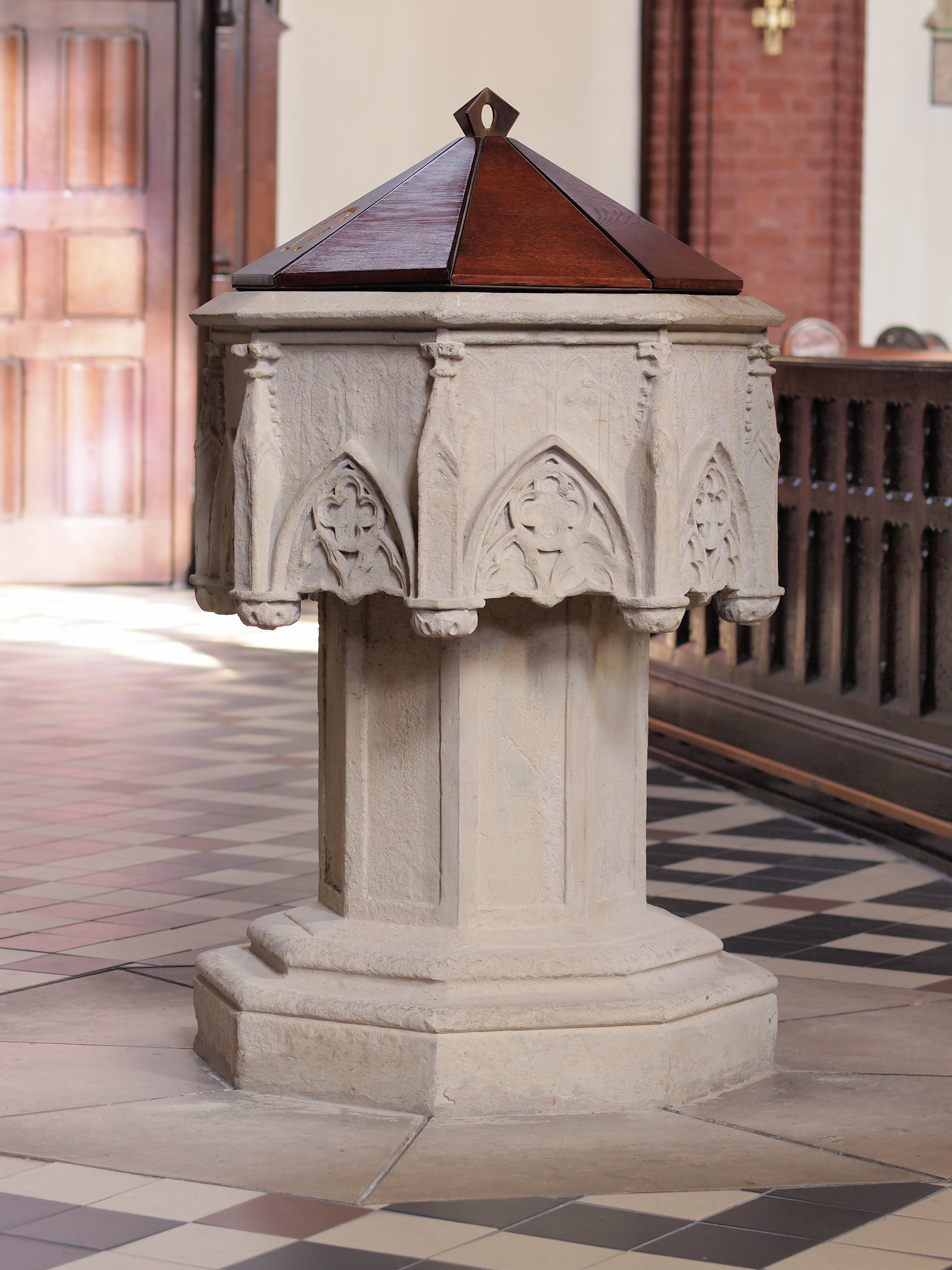
Taufbecken
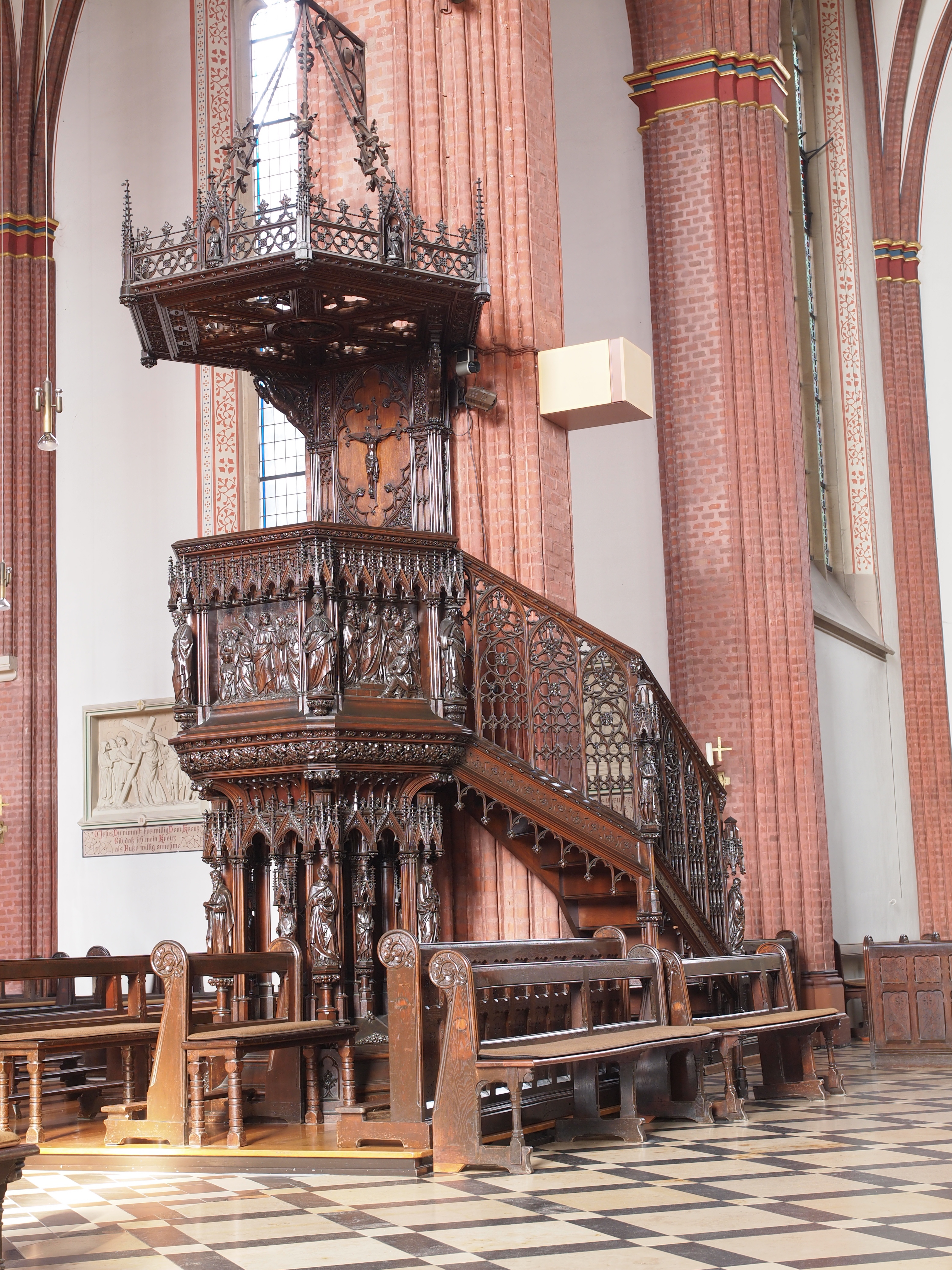
Geschnitzte Kanzel
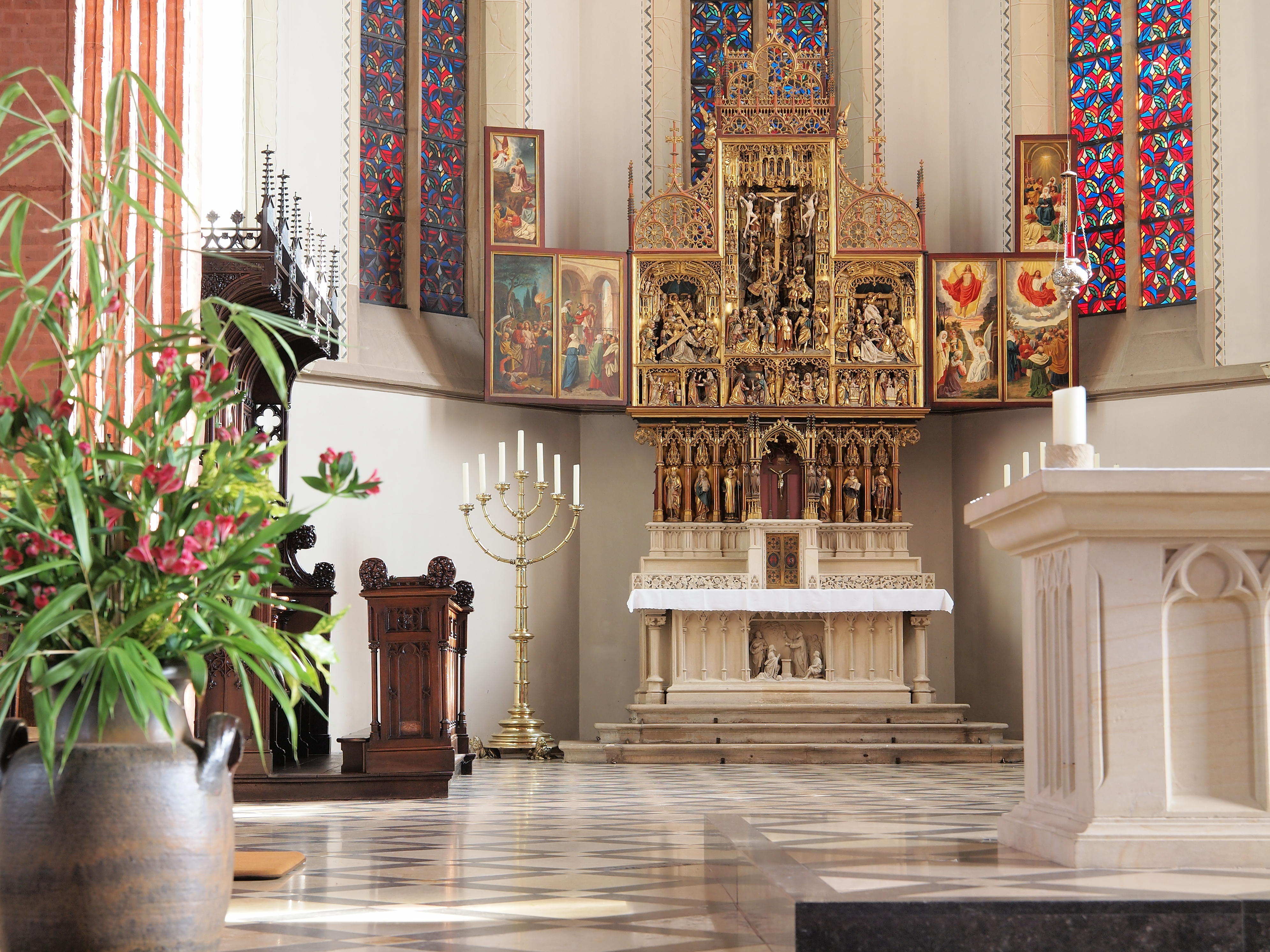
Altar